# الاشتباكات الأرمنية الأذربيجانية سبتمبر 2022
اندلعت اشتباكات بين القوات الأرمينية والأذربيجانية في 12 سبتمبر 2022 على طول الحدود بين أرمينيا وأذربيجان. حيث ألقى الطرفان باللوم على بعضهما البعض في البدء بالتصعيد. قالت وزارة الدفاع الأرمينية إن أذربيجان هاجمت المواقع الأرمنية بالقرب من مدن فاردينيس وغوريس وسوتك وجيرموك بالمدفعية والأسلحة الثقيلة وأنها احتلت مناطق معينة من أراضيها، قالت وزارة الدفاع الأذربيجانية إن أرمينيا شنت «استفزازات واسعة النطاق» بالقرب من مناطق دشقاسان وكالبجار ولاشين، وأن قوات أذربيجان قد استولت على ارتفاعات إستراتيجية متعددة في المنطقة الحدودية داخل أرمينيا.
تنبع الاشتباكات على طول الحدود غير المرسومة بشكل رئيسي من الصراع الدائر في منطقة ناغورنو قره باخ. أعلنت روسيا في 13 سبتمبر إنها توسطت في وقف لإطلاق النار، لكن كلا الجانبين أكدا أنه جرى كسره بعد دقائق من دخوله حيز التنفيذ. قُتل ما لا يقل عن 105 من العسكريين الأرمينيين، وفقًا لتقرير صادر عن رئيس الوزراء الأرميني نيكول باشينيان. واعترفت أذربيجان بوقوع 71 قتيلا في صفوف قواتها. في 14 سبتمبر، اتفقت أرمينيا وأذربيجان على وقف إطلاق النار.
اندلعت الاشتباكات بعد فترة وجيزة من تعرض الجيش الروسي لانتكاسات خطيرة في هجوم خاركيف الأوكراني المضاد أثناء غزو أوكرانيا، مما أضعف عرض قوته في المنطقة. كما أدت جهود الاتحاد الأوروبي لتأمين المزيد من الغاز من أذربيجان للتعويض عن خسارة الواردات من روسيا إلى إضعاف قدرة الاتحاد الأوروبي على التوسط في الاشتباكات.

## تمهيد
في 12 مايو 2021، عبر الجنود الأذربيجانيون عدة كيلومترات داخل أرمينيا في مقاطعتي سيونيك وجغاركونيك واحتلوا حوالي 41 كيلومتر مربع (16 ميل2). من الأراضي الأرمينية. دعا البرلمان الأوروبي والولايات المتحدة وفرنسا - اثنان من ثلاثة رؤساء مشاركين لمجموعة مينسك التابعة لمنظمة الأمن والتعاون في أوروبا، أذربيجان إلى سحب قواتها من الأراضي الأرمينية المعترف بها دوليًا.
ووقعت اشتباكات أخرى في يوليو 2021 وفي نوفمبر 2021، وسقط ضحايا من الجانبين. وفي بيان مشترك صدر في 17 نوفمبر 2021، وصف مقررو الاتحاد الأوروبي العملية العسكرية التي أطلقتها أذربيجان في 16 نوفمبر 2021 بأنها أسوأ انتهاك حتى الآن لاتفاق وقف إطلاق النار في ناغورنو كاراباخ لعام 2020.

## التسلسل الزمني

### 12 إلى 13 سبتمبر
في مساء يوم 12 سبتمبر، أفادت وزارة الدفاع الأرمينية أن وحدات من القوات المسلحة الأذربيجانية بدأت في إطلاق نيران كثيفة بالمدفعية والأسلحة الثقيلة باتجاه المواقع الأرمينية والمناطق المدنية في غوريس وأرتانيش وسوتك وجيرموك وكابان وإيشخاناسار. ذكرت وزارة الدفاع الأرمينية أيضًا أن الجانب الأذربيجاني استخدم الطائرات بدون طيار، وكان يقوم بعمليات تقدم المواقع في بعض الاتجاهات. وقالت وزارة الدفاع الأذربيجانية إن أرمينيا شنت «استفزازات واسعة النطاق» بالقرب من مناطق دشقاسان وكالبجار ولاشين وزرعت الألغام على طول طرق إمداد الجيش. وذكرت وزارة الدفاع الأذربيجانية أنها تتخذ إجراءات «لقمع نقاط إطلاق النار للقوات المسلحة الأرمينية ولمنع اتساع نطاق المواجهة».
أعلنت روسيا في 13 سبتمبر أنها توسطت لوقف إطلاق النار، لكن كلا الجانبين أكدا أنه جرى كسره بعد دقائق من دخوله حيز التنفيذ.
في 13 سبتمبر في تمام الساعة 14:00، أعلنت وزارة الدفاع الأرمينية أن الوضع في بعض أجزاء من الحدود الأرمنية الأذربيجانية لا يزال متوترًا للغاية حيث تواصل أذربيجان محاولة التقدم في المواقع، لا سيما في اتجاه نيركين هاند، فيرين شورزا، أرتانيش وسوتك. كما ذكرت وزارة الخارجية الأرمينية أنه نتيجة للقصف الأذربيجاني، تضرر العديد من المنازل السكنية في قرية الكوت بينما جرى إجلاء النساء والأطفال. وذكرت وزارة الصحة الأرمينية أن ثلاثة مدنيين أصيبوا نتيجة القصف الأذربيجاني على المناطق المدنية في اليوم الأول من الهجوم. وفقًا لرئيس الوزراء الأرميني نيكول باشينيان، قُتل ما لا يقل عن 105 من العسكريين الأرمينيين. أعلنت وزارة الدفاع الأذربيجانية وفاة 71 من جنودها، 42 منهم من أفراد الجيش الأذربيجاني و8 من دائرة حدود الدولة.

### 14 سبتمبر
في صباح يوم 14 سبتمبر، أفادت وزارة الدفاع الأذربيجانية أن القوات المسلحة الأرمنية أطلقت قذائف الهاون والمدفعية على وحدات الجيش الأذربيجاني المتمركزة في اتجاهي كيلبجار ولاشين أثناء الليل وأن الجيش يتخذ «تدابير انتقامية مناسبة». وقد وصفت وزارة الدفاع الأرمينية هذا بأنه «معلومات مضللة» والتي «تستخدم كذريعة لشن عدوان عسكري على الأراضي ذات السيادة لجمهورية أرمينيا». كما أفادت وزارة الدفاع الأرمينية أن أذربيجان كانت تقصف جيرموك وفيرين شورزا باستخدام المدفعية ومدافع الهاون والأسلحة الصغيرة من العيار الثقيل. في الساعة 11 صباحًا، أصدرت وزارة الدفاع الأذربيجانية ومكتب المدعي العام بيانًا مشتركًا ذكرت فيه إصابة مدنيين أذربيجانيين نتيجة قصف القوات المسلحة الأرمينية.
قال نيكول باشينيان إن أذربيجان سيطرت على مناطق معينة من الأراضي الأرمنية. وأضاف باشينيان أن أرمينيا قد طبقت المادة 4 من معاهدة الأمن الجماعي (CSTO) لأول مرة في تاريخ أرمينيا.
في نفس اليوم، قال مسؤول أمني أرميني إنهم وافقوا على وقف إطلاق النار بين أرمينيا وأذربيجان.

## الخسائر

### أضرار البنية التحتية
وفقا للبيانات الأولية، نتيجة القصف الأذربيجاني، تضرر 192 منزلا للسكان في المقاطعات الأرمينية سيونيك وغيغاركونيك وفايوتس دزور، وتضرر 60 منها بالكامل. ذكر مركز المدافع عن حقوق الإنسان في أرمينيا أن أكثر من 2570 شخصاً قد شردوا من ديارهم. واندلع حريق في غابات جيرموك نتيجة إطلاق النار من قبل أذربيجان. في 14 سبتمبر، أفادت الأنباء أن الصواريخ الأذربيجانية أصابت مكتب جهاز الأمن الفيدرالي الروسي FSB في مقاطعة Gegharkunik.

## ردود الفعل
أعرب وزير خارجية الولايات المتحدة أنتوني بلينكين عن قلقه إزاء الاشتباكات وحث البلدين على إنهاء الأعمال العدائية الجديدة على الفور، تلى ذلك مكالمة هاتفية مع رئيس أذربيجان إلهام علييف للتعبير عن القلق بشأن الصراع على طول الحدود الأرمينية الأذربيجانية، بما في ذلك القصف الأذربيجاني في أرمينيا، وطلب الرئيس علييف يوقف الأعمال العدائية في أذربيجان.
صرح المتحدث باسم وزارة الخارجية الأمريكية نيد برايس أن الولايات المتحدة كانت تراجع الأدلة على القصف الأذربيجاني داخل أرمينيا، والذي تسبب في «أضرار جسيمة للبنية التحتية الأرمينية»، وشدد على حاجة الطرفين لإنهاء الأعمال العدائية والموافقة على اتفاق أوسع ضد التصعيد.
أدان وزير الخارجية التركي مولود جاويش أوغلو العدوان الأرميني والهجوم الأرميني الجديد على أذربيجان، وأعرب عن دعمه لمزيد من المفاوضات.
دعت وزارة الخارجية الروسية الطرفين إلى الالتزام بوقف إطلاق النار الذي توسطت فيه روسيا في 13 سبتمبر. وامتنعت عن تحديد الجهة التي ترى روسيا مسؤوليتها عن التصعيد. كما نصت على أن النزاع بين أرمينيا وأذربيجان ينبغي حله من خلال الوسائل السياسية والدبلوماسية البحتة.
دعا الرئيس الفرنسي إيمانويل ماكرون أذربيجان إلى العودة إلى احترام اتفاق وقف إطلاق النار واحترام سلامة أرمينيا. أثارت فرنسا الصراع كموضوع للنقاش في مجلس الأمن التابع للأمم المتحدة.
أعرب الأمين العام لمنظمة الدول التركية عن قلقه وأدان الاستفزاز الأرميني للأعمال العدائية. كما دعا أرمينيا إلى الامتثال للاتفاقيات الجارية التي جرى التوصل إليها بين البلدين.
أصدر رئيس وفد البرلمان الأوروبي للعلاقات مع جنوب القوقاز (DSCA) بيانًا حول ما وصفه بالعدوان الأذربيجاني ضد أرمينيا، وأدان بشدة «الهجوم العسكري الواسع النطاق» للقوات الأذربيجانية ضد أهداف في الأراضي الأرمينية. وأدان بيان مشترك لقادة أعضاء البرلمان الأوروبي المواجهات العسكرية وحث أذربيجان على إنهاء عملياتها الهجومية على الفور واحترام سيادة الأراضي الأرمنية.
أدانت وزارة الخارجية القبرصية الاعتداء الأذربيجاني على المناطق الأرمينية.
ودعت وزارة الخارجية الهندية «الجانب المعتدي إلى الوقف الفوري للأعمال العدائية».
قال لورانس برويرز، الزميل المشارك في برنامج روسيا وأوراسيا في تشاتام هاوس، إن أذربيجان كانت المعتدي، مشيرًا إلى إحساس محتمل في أذربيجان بوجود فرصة لنشر قوتها العسكرية لتحقيق أهدافها. وأشار إلى وجود خطر إنشاء مناطق عازلة جديدة من شأنها أن تفكك أرمينيا عمليا وانتقد الجهات الفاعلة الخارجية لعدم القدرة على منع الصراع ووقف تلك النتيجة السلبية.
ودعت منظمة فريدوم هاوس أذربيجان إلى «وقف هجماتها المميتة» على الأهداف الأرمينية والعودة إلى مفاوضات السلام، مشيرة إلى أن «الهجمات العسكرية على الدول ذات السيادة لا مكان لها في النظام الدولي القائم على القواعد».